# Bośnia i Hercegowina na Letnich Igrzyskach Olimpijskich 1992
Bośnię i Hercegowinę na Letnich Igrzyskach Olimpijskich 1992 reprezentowało 10 zawodników.

## Wyniki zawodników

### Judo

#### Mężczyźni
| Zawodnik       | Konkurencja   | 1/32 finału      | 1/16 finału                        | 1/8 finału       | Ćwierćfinały     | Półfinały        | Repasaże o brązowy medal | Repasaże o brązowy medal | Repasaże o brązowy medal | Repasaże o brązowy medal | Repasaże o brązowy medal | Finał            | Pozycja | Źródło |
| Zawodnik       | Konkurencja   | 1/32 finału      | 1/16 finału                        | 1/8 finału       | Ćwierćfinały     | Półfinały        | Runda 1.                 | Runda 2.                 | Runda 3.                 | Runda 4.                 | O brąz                   | Finał            | Pozycja | Źródło |
| Zawodnik       | Konkurencja   | Przeciwnik Wynik | Przeciwnik Wynik                   | Przeciwnik Wynik | Przeciwnik Wynik | Przeciwnik Wynik | Przeciwnik Wynik         | Przeciwnik Wynik         | Przeciwnik Wynik         | Przeciwnik Wynik         | Przeciwnik Wynik         | Przeciwnik Wynik | Pozycja | Źródło |
| -------------- | ------------- | ---------------- | ---------------------------------- | ---------------- | ---------------- | ---------------- | ------------------------ | ------------------------ | ------------------------ | ------------------------ | ------------------------ | ---------------- | ------- | ------ |
| Vlado Paradžik | Waga do 60 kg | BYE              | M. Hiptmair Porażka - ippon (0:25) | NQ               | NQ               | NQ               | NQ                       | NQ                       | NQ                       | NQ                       | NQ                       | NQ               | 23-34.  | [ 1 ]  |

### Kajakarstwo

#### Mężczyźni
| Zawodnik         | Konkurencja | Eliminacje | Eliminacje | Repasaże | Repasaże | Półfinały | Półfinały | Finał | Finał   | Źródło |
| Zawodnik         | Konkurencja | Czas       | Pozycja    | Czas     | Pozycja  | Czas      | Pozycja   | Czas  | Pozycja | Źródło |
| ---------------- | ----------- | ---------- | ---------- | -------- | -------- | --------- | --------- | ----- | ------- | ------ |
| Aleksandar Đurić | C-1 500 m   | 2:07.12    | 7.         | 2:04.68  | 5.       | NQ        | NQ        | NQ    | NQ      | [ 2 ]  |

### Lekkoatletyka

#### Konkurencje biegowe

##### Kobiety
| Zawodniczka   | Konkurencja    | Eliminacje | Eliminacje | Finał | Finał   | Źródło |
| Zawodniczka   | Konkurencja    | Czas       | Pozycja    | Czas  | Pozycja | Źródło |
| ------------- | -------------- | ---------- | ---------- | ----- | ------- | ------ |
| Mirsada Burić | Bieg na 3000 m | 10:03.34   | 12.        | NQ    | NQ      | [ 3 ]  |
| Kada Delić    | Chód na 10 km  | —          | —          | 55:24 | 38.     | [ 4 ]  |

#### Konkurencje techniczne

##### Mężczyźni
| Zawodnik         | Konkurencja    | Eliminacje | Eliminacje | Finał | Finał   | Źródło |
| Zawodnik         | Konkurencja    | Wynik      | Pozycja    | Wynik | Pozycja | Źródło |
| ---------------- | -------------- | ---------- | ---------- | ----- | ------- | ------ |
| Zlatan Saračević | Pchnięcie kulą | 16,38 m    | 26.        | NQ    | NQ      | [ 5 ]  |
| Dragan Mustapić  | Rzut dyskiem   | 48,80 m    | 29.        | NQ    | NQ      | [ 6 ]  |

### Pływanie

#### Kobiety
| Zawodniczka   | Konkurencja             | Eliminacje | Eliminacje | Finał B | Finał B | Finał A | Finał A | Pozycja | Źródło |
| Zawodniczka   | Konkurencja             | Czas       | Pozycja    | Czas    | Pozycja | Czas    | Pozycja | Pozycja | Źródło |
| ------------- | ----------------------- | ---------- | ---------- | ------- | ------- | ------- | ------- | ------- | ------ |
| Anja Margetić | 100 m stylem motylkowym | 1:06.26    | 1.         | NQ      | NQ      | NQ      | NQ      | 44.     | [ 7 ]  |
| Anja Margetić | 200 m stylem motylkowym | 2:21.56    | 3.         | NQ      | NQ      | NQ      | NQ      | 27.     | [ 7 ]  |

#### Mężczyźni
| Zawodnik       | Konkurencja             | Eliminacje | Eliminacje | Finał B | Finał B | Finał A | Finał A | Pozycja | Źródło |
| Zawodnik       | Konkurencja             | Czas       | Pozycja    | Czas    | Pozycja | Czas    | Pozycja | Pozycja | Źródło |
| -------------- | ----------------------- | ---------- | ---------- | ------- | ------- | ------- | ------- | ------- | ------ |
| Janko Gojković | 100 m stylem motylkowym | 56.11      | 3.         | NQ      | NQ      | NQ      | NQ      | 44.     | [ 8 ]  |
| Janko Gojković | 200 m stylem motylkowym | 2:09.08    | 2.         | NQ      | NQ      | NQ      | NQ      | 41.     | [ 8 ]  |

### Podnoszenie ciężarów

#### Mężczyźni
| Zawodnik       | Konkurencja    | Rwanie | Rwanie  | Podrzut | Podrzut | Suma   | Suma    | Źródło |
| Zawodnik       | Konkurencja    | Wynik  | Pozycja | Wynik   | Pozycja | Wynik  | Pozycja | Źródło |
| -------------- | -------------- | ------ | ------- | ------- | ------- | ------ | ------- | ------ |
| Mehmed Skender | Waga do 110 kg | 23.    | 140 kg  | 20.     | 180 kg  | 320 kg | 20.     | [ 9 ]  |

### Strzelectwo

#### Kobiety
| Zawodniczka    | Konkurencja                          | Eliminacje | Eliminacje | Finał    | Suma      | Pozycja | Źródło |
| Zawodniczka    | Konkurencja                          | Wynik      | Pozycja    | Wynik    | Suma      | Pozycja | Źródło |
| -------------- | ------------------------------------ | ---------- | ---------- | -------- | --------- | ------- | ------ |
| Mirjana Horvat | Karabin pneumatyczny 10 m            | 393 pkt    | 6.         | 98,6 pkt | 491,6 pkt | 8.      | [ 10 ] |
| Mirjana Horvat | Karabin małokalibrowy 3 postawy 50 m | 576 pkt    | 17.        | NQ       | 576 pkt   | 17.     | [ 11 ] |